# Municipio de Salt Creek (condado de Monroe)
El municipio de Salt Creek (en inglés: Salt Creek Township) es un municipio ubicado en el condado de Monroe en el estado estadounidense de Indiana. En el año 2010 tenía una población de 1513 habitantes y una densidad poblacional de 19,62 personas por km².

## Geografía
El municipio de Salt Creek se encuentra ubicado en las coordenadas 39°7′31″N 86°24′53″O / 39.12528, -86.41472. Según la Oficina del Censo de los Estados Unidos, el municipio tiene una superficie total de 77.12 km², de la cual 69.1 km² corresponden a tierra firme y (10.41%) 8.03 km² es agua.

## Demografía
Según el censo de 2010, había 1513 personas residiendo en el municipio de Salt Creek. La densidad de población era de 19,62 hab./km². De los 1513 habitantes, el municipio de Salt Creek estaba compuesto por el 93.79% blancos, el 1.32% eran afroamericanos, el 0.26% eran amerindios, el 1.92% eran asiáticos, el 0.07% eran isleños del Pacífico, el 0.33% eran de otras razas y el 2.31% pertenecían a dos o más razas. Del total de la población el 1.39% eran hispanos o latinos de cualquier raza.